# Südkurier (Roman)

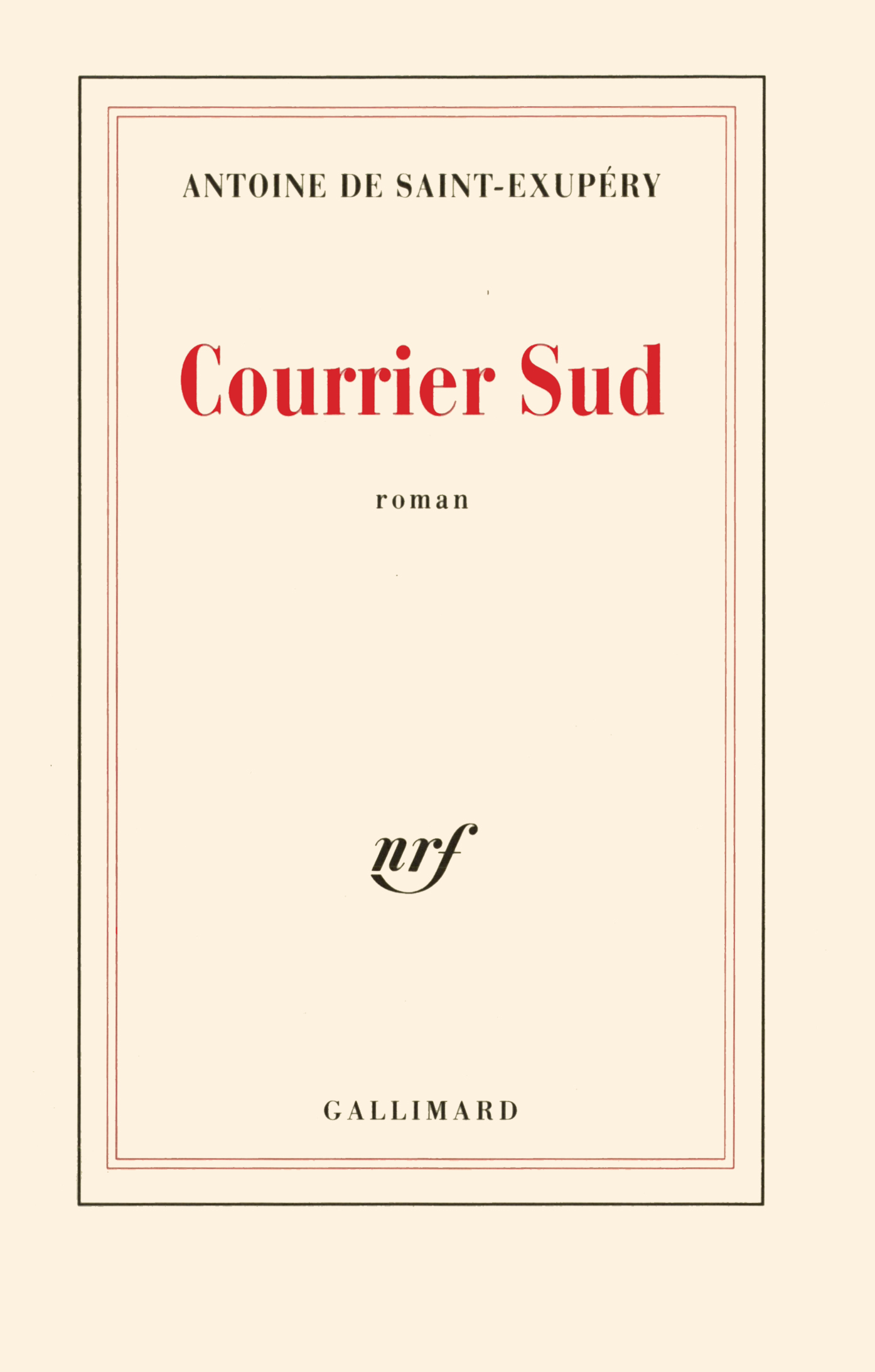

Der Roman Südkurier (französischer Titel: Courrier Sud) ist ein Werk des französischen Schriftstellers und Piloten Antoine de Saint-Exupéry. Der Schriftsteller schrieb den Roman in der menschenleeren Gegend des Saguia el Hamra in der Westsahara, die ihn inspirierte.
Nach dem Erscheinen seiner Novelle L’aviateur (Der Flieger) überarbeitet Saint-Exupéry diese und macht aus ihr seinen ersten Roman. Er erzählt anhand von Notizen, die während des Flugs gemacht wurden, die Geschichte eines Postfliegers, der in Richtung Süden, über Spanien, Marokko und Mauretanien bis nach Dakar fliegen soll, wo er nicht ankommt. Ein Suchtrupp findet seine Leiche neben dem zerstörten Flugzeug in einem von bewaffneten Banden kontrollierten Gebiet Mauretaniens. Der Postsack ist unversehrt. Der Roman endet mit der telegrafischen Meldung: „Dakar an Toulouse: Post gut angekommen Dakar. Stop.“

## Handlung
Jacques Bernis ist Pilot und fliegt Postflugzeuge in Richtung Afrika. Als Einzelgänger dient ihm das Flugzeugcockpit als Zuflucht, um der Eintönigkeit der Jahre nach dem Ersten Weltkrieg zu entkommen. Eines Tages trifft er die verheiratete Geneviève. Bernis beschließt, für sie seinen „Kokon“ zu verlassen, er geht mit ihr aus, erlebt mit ihr Abenteuer, aber das Leben, das er ihr vorschlägt, entspricht nicht ihren Vorstellungen, und er bringt sie zu ihrem Ehemann zurück. Im ganzen Roman finden sich bruchstückhaft Schilderungen dieser Liebe.

## Einordnung
Es handelt sich gleichzeitig um eine autobiografische Erzählung und ein literarisches Zeugnis der Beschäftigung des Autors mit dem Heldentum und der Einsamkeit, die die Flieger in der Pionierzeit der Fliegerei stets begleitete. Man muss sich in der Tat die Umstände dieser Anfänge vor Augen halten: Der Mensch ist alleine widerspenstigen, wenig zuverlässigen Maschinen ausgeliefert, ein Spielball der Elemente, die oft verrückt spielten und über deren Verhalten er mangels Funk kaum Bescheid wusste. Er überflog unwirtliche Gebiete mit Landkarten, auf denen die weißen Flecken noch unübersehbar waren. Jede Panne konnte den Tod durch eine missglückte Notlandung oder durch die Hand feindseliger Beduinenstämme bedeuten.
In dem Roman erkennt man bereits den für Saint-Exupéry typischen poetischen und metaphorischen Stil, der schon in Der Flieger erkennbar war und der durch den Kleinen Prinzen weltbekannt werden sollte.

## Film
1937 wurde der Roman von Pierre Billon unter dem Titel Courrier Sud verfilmt. Die Hauptrollen spielten Pierre Richard-Willm (Jaques Bernis) und Jany Holt (Geneviève). Die Filmmusik komponierte Jacques Ibert.